# Edward Bagnall Poulton

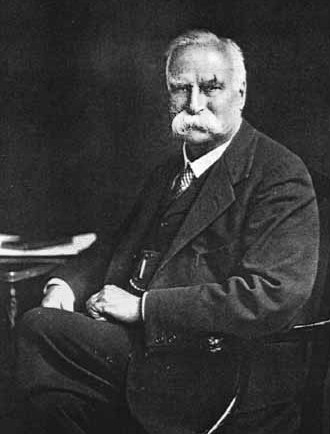
Edward Bagnall Poulton

Edward Bagnall Poulton (* 27. Januar 1856 in Reading; † 20. November 1943 in Oxford)  war ein britischer Evolutionsbiologe und Entomologe.
Poulton, der Sohn des Architekten William Ford Poulton, studierte ab 1873 Biologie an der Universität Oxford (Jesus College) mit dem Abschluss 1876. Er wurde Lecturer und 1898 Fellow am Jesus College. Er war ab 1893 Hope Professor für Entomologie in Oxford.
Poulton war ein Verteidiger von Darwins Theorie natürlicher Auslese, als diese zeitweise unpopulär war (1880er Jahre bis etwa 1920, vor der modernen Synthese), und wandte sie bei Färbungen im Tierreich an. Von ihm stammt in diesem Zusammenhang der Ausdruck Aposematismus für Warnfarben und er führte häufigkeitsabhängige Selektion ein. Er verband auch die Evolutionstheorie mit Vererbungslehre, zunächst mit der Keimplasmatheorie des Neo-Darwinisten August Weismann, dann mit Mendels Vererbungslehre: in seiner Presidential Adress der British Association von 1937 betonte er das Zusammenfließen der Ideen Darwins mit denen moderner Genetik bei Julian Huxley, J. B. S. Haldane, Ronald A. Fisher. In einer Auseinandersetzung mit Reginald Punnett vertrat er auch die graduelle Wirkung der natürlichen Auslese beim Phänomen der Mimikry. Er führte auch den Begriff Sympatrie ein.
1935 wurde er geadelt und 1889 Fellow der Royal Society. 1914 erhielt er die Darwin-Medaille und 1922 die Linné-Medaille. 1912 bis 1916 war er Präsident der Linnean Society und 1937 der British Association for the Advancement of Science. 1903/04 war er Präsident der Royal Entomological Society.
1881 heiratete er Emily Palmer und hatte mit ihr fünf Kinder, darunter der Arzt Edward Palmer Poulton (1883–1939) und den Rugby-Spieler Ronald Poulton (1889–1915).

## Schriften
- The Colours of Animals: Their Meaning and Use, Especially Considered in the Case of Insects, London: Kegan Paul, 1890
- Charles Darwin and the Theory of Natural Selection, London: Cassell 1896
- What is a Species ?, Presidential address to the Entomological Society of London, Januar 1904,  Proc. Ent. Soc. London 1903.
- Essays on Evolution, London, Cassell 1908
- Science and the Great War: The Romanes Lecture for 1915, Clarendon Press, Oxford 1915